# Micah Parsons
Micah Aaron Parsons (Harrisburg, 26 maggio 1999) è un giocatore di football americano statunitense che milita nel ruolo di linebacker per i Dallas Cowboys della National Football League (NFL).

## Scuole superiori
Parson frequentò la Central Dauphin High School nel suo anno di matricola e nel secondo anno prima di trasferirsi alla Harrisburg High School, dove iniziò a giocare a football americano sia in difesa che come running back. Nel suo ultimo anno corse per 1.239 yard e fece registrare 27 touchdown. In difesa invece ebbe 9 sack e un intercetto.
Classificato come un prospetto a cinque stelle, Parson ebbe offerte da Nebraska, Georgia, Oklahoma, Ohio State, Alabama e Penn State. Il 19 dicembre fu segnalato che Ohio State aveva commesso una violazione di una regola della NCAA poiché sul set di un programma di ESPN si era scattato una foto con l'analista Kirk Herbstreit. Dato che Herbstreit era un ex quarterback della Ohio State University, si trattava di una violazione delle regole NCAA in quanto alle reclute non era permesso avere contatti con i membri dei media associati a ex studenti-atleti. Di conseguenza Ohio State acconsentì a non reclutare più Parsons.
Parsons si iscrisse alla Penn State University il 20 dicembre 2017 e si diplomò alla Harrisburg High School con sette mesi di anticipo per iscriversi prima.

## Carriera universitaria
Dopo essersi trasferito a Penn State, Parsons è stato informato dall'allenatore James Franklin che avrebbe iniziato la sua carriera in Penn State come middle linebacker piuttosto che come defensive end, ruolo in cui giocò al liceo. Franklin affermò anche che Parsons sarebbe stato in lizza per il posto da titolare anche se era una matricola. Nel suo primo anno, Parsons disputò una sola gara come partente per i Nittany Lions ma guidò comunque la squadra con 82 placcaggi, il primo freshman della storia dell'istituto a riuscirvi.
Prima dell'inizio della stagione, Parsons è stato inserito nella lista dei possibili vincitori del Butkus Award. Nel suo secondo anno, Parsons totalizzò 109 tackle, 5 sack, 3 passaggi deviati e 3 fumble forzati, venendo premiato come linebacker dell'anno con il Butkus-Fitzgerald Award e All-American. Ebbe una prestazione di alto livello nel Cotton Bowl Classic 2019, venendo premiato come miglior difensore della partita dopo avere messo a segno 14 placcaggi e 2 fumble forzati.
Nel 2020 Parsons optò per non giocare a causa della pandemia di COVID-19.
Vittorie e premi
- Butkus–Fitzgerald Linebacker of the Year (2019)
- Consensus All-American (2019)
- First team All-Big Ten (2019)
- Cotton Bowl Defensive MVP (2019)
- USA Today High School All-US (2017)
- American Family Insurance Defensive Player of the Year (2017)
- First-team Freshman All-American (2018)

## Carriera professionistica

### Dallas Cowboys

#### Stagione 2021
Parsons fu scelto come 12º assoluto nel Draft NFL 2021 dai Dallas Cowboys. Debuttò come professionista nel primo turno contro i Tampa Bay Buccaneers campioni in carica, mettendo a segno 7 tackle. Nell'ottavo turno fu premiato come miglior difensore della NFC della settimana e come rookie della settimana dopo avere fatto registrare 11 placcaggi, di cui 4 con perdita di yard da parte degli avversari. Alla fine di novembre fu premiato come rookie difensivo del mese in cui mise a referto 25 tackle e 6,5 sack. A fine stagione fu convocato per il suo primo Pro Bowl e inserito nel First-team All-Pro dopo avere messo a segno 84 tackle, 13 sack ae 3 fumble forzati. Il 10 febbraio 2022 fu premiato come rookie difensivo dell'anno.

#### Stagione 2022
Parson aprì la sua seconda stagione con due sack su Tom Brady ma i Cowboys furono sconfitti dai Tampa Bay Buccaneers. Nel quinto turno turno fu premiato come difensore della NFC della settimana dopo due sack e un fumble forzato nella vittoria sui Los Angeles Rams campioni in carica. A fine stagione fu convocato per il suo secondo Pro Bowl, inserito nel First-team All-Pro e finì ottavo nel premio di MVP della NFL dopo 13,5 sack e 3 fumble forzati. Nel primo turno di playoff mise a segno un sack su Tom Brady nella vittoria in casa dei Tampa Bay Buccaneers.

#### Stagione 2023
Nel secondo turno della stagione 2023, Parson fu premiato come difensore della NFC della settimana dopo avere fatto registrare 4 placcaggi (3 con perdita di yard), 2 sack, un passaggio deviato, un fumble forzato e uno recuperato nella vittoria sui New York Jets. Alla fine di settembre fu premiato come miglior difensore della NFC del mese in cui mise a segno 4 sack e 5 placcaggi con perdita di yard. Nella settimana 11 fece registrare un massimo stagionale di 2,5 sack su Bryce Young dei Carolina Panthers. A fine stagione fu convocato per il suo terzo Pro Bowl e inserito nel Second-team All-Pro dopo avere messo a segno 14 sack, settimo nella NFL.

#### Stagione 2024
Nel dodicesimo turno Parsons mise a segno due sack e due placcaggi con perdita di yard nella vittoria sui Commanders. Quattro giorni dopo mise a referto 1,5 sack nella vittoria sui Giants nella gara del Giorno del Ringraziamento. Nella settimana 15 ebbe due sack nella vittoria sui Carolina Panthers. A fine stagione fu convocato per il suo quarto Pro Bowl dopo essersi classificato quinto nella NFL con 12 sack.

## Palmarès
- Convocazioni al Pro Bowl: 4

2021, 2022, 2023, 2024
- First-team All-Pro: 2

2021, 2022
- Second-team All-Pro: 1

2023
- Rookie difensivo dell'anno - 2021
- Difensore della NFC del mese: 1

settembre 2023
- Difensore della NFC della settimana: 3

8ª del 2021, 5ª del 2022, 2ª del 2023
- Rookie difensivo del mese: 2

novembre e dicembre 2021
- Rookie della settimana: 3

8ª, 10ª e 14ª del 2021
- PFWA All-Rookie Team - 2021
- NFL Butkus Award: 1

2021